# Chiens de Javier Milei
Pour le chien de guerre, voir Conan (chien).
Pour les articles homonymes, voir Conan.
Les chiens de Javier Milei comprennent Conan (2004 – mai 2017), un mastiff adopté comme chiot par Javier Milei en 2004 et nommé d'après le personnage principal du film de 1982 Conan le barbare et quatre autres chiens reproduits par clonage à partir de Conan, en 2018. 
Javier Milei, qui ne s'est jamais marié et n'a pas d'enfants, décrit Conan comme son ami le plus proche et son confident. Conan est mort d'un cancer de la colonne vertébrale en 2017. Les clones de Conan ont attiré l'attention internationale avec la victoire de Javier Milei lors de sa campagne présidentielle argentine de 2023.

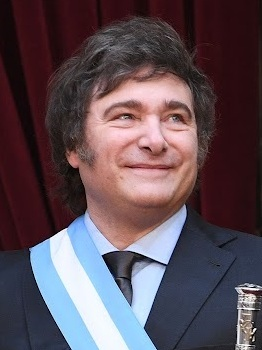
Javier Milei, le propriétaire de Conan.

## Vie
Conan est né vers 2004 et Javier Milei l'a accueilli comme chiot la même année et l'a traité comme un membre de la famille. Milei a qualifié Conan de l'un de ses « enfants à quatre pattes » et a déclaré à l'hebdomadaire argentin Perfil en 2018 que Conan était « littéralement un fils pour lui ». Il aurait également donné du champagne à Conan.
Javier Milei affirme que « lui et Conan ont reçu une mission de Dieu ». Selon le journal La Nación, Milei affirme que « lui et Conan se sont rencontrés pour la première fois dans une vie antérieure il y a plus de 2 000 ans en tant que gladiateur et lion dans le Colisée romain et qu'ils ne se sont pas battus parce que cela leur était destiné, unir nos forces à l'avenir, citant sa campagne présidentielle ». En mai 2017, Conan est mort des suites d'une tumeur à la colonne vertébrale. À propos de la mort de Conan, Milei a déclaré qu'il n'était pas réellement mort (il l'appelait « sa disparition physique » et continuait à faire référence à Conan au présent), mais qu'il s'était assis à côté de Dieu pour le protéger, et que cela était dû au mérite qu'il avait commencé à avoir des conversations avec Dieu lui-même.
Milei a fait cloner le chien en 2018 et a nommé les six chiots résultants d'après le Conan original et les économistes Milton Friedman, Murray Rothbard et Robert Lucas Jr. ; deux d'entre eux portent le nom de ce dernier,. Un autre s'appelait Angelito. Milei a déclaré qu'il avait cloné Conan parce qu'il considérait le clonage comme « un moyen d'approcher l'éternité ». Pour ce faire, il s'est rendu dans une clinique aux États-Unis. Cloner son chien lui a coûté environ 50 000 US$. Milei ne fait pas de distinction entre le Conan cloné actuel et l'original, car il considère les deux chiots "comme son fils et les autres chiots comme ses petits-enfants". Milei a déclaré qu'il « communiquait avec les chiens » par l'intermédiaire d'un mystique et qu'il leur demandait conseil,. Par exemple, il a noté que le nouveau Conan fournit des idées sur la stratégie générale. Robert est celui qui lui fait « voir l’avenir et apprendre de ses erreurs ». Milton était responsable de l'analyse politique et Murray de l'économie. Interrogé par le journaliste d'El País Martín Sivak et Nicolás Lucca de Radio Rivadavia, Milei n'a pas nié cela et a déclaré : « Ce que je fais de ma vie spirituelle et dans ma maison, c'est mon affaire. Si Conan me conseille en politique, cela signifie qu'il est le meilleur conseiller de l'humanité ». En plus de conversations avec des personnalités telles que Murray Rothbard et Ayn Rand, Milei a cité Conan comme source d'inspiration pour ses écrits en 2015.

## Présidentielle argentine (2023)
Milei a affirmé pendant la campagne présidentielle argentine de 2023 qu'il avait reçu des conseils politiques et de campagne de la part de ses chiens. Il les a remerciés après sa victoire aux primaires argentines.
Lors de son investiture en tant que président de l'Argentine, Milei a rompu avec la tradition d'utiliser un bâton présidentiel officiel sculpté par l'orfèvre Juan Carlos Pallarols, optant pour un dessin gravé de Conan et de ses quatre clones. Selon le journal Clarín, Milei amènera ses quatre chiens à la résidence présidentielle officielle Quinta de Olivos (en), ce qui a suscité des inquiétudes en matière de sécurité parmi le personnel, car ils sont connus pour être « problématiques ». Milei a annoncé que la résidence présidentielle serait rénovée pour accueillir les quatre chiens habitués à vivre séparément. Bien que le coût n'ait pas été confirmé, les rénovations coûteraient à l'État 95 millions de pesos argentins, selon le journal Tiempo Argentino. Les « enfants à quatre pattes » de Javier Milei font l'objet de plaisanteries et de critiques d'opposants au pouvoir. Par ailleurs, le questionnement des journalistes insupporte les porte-paroles de la présidence argentine.